# Fortaleza de Mormugão
A Fortaleza de Mormugão localizava-se na ponta sul da foz do rio Zuari, em Mormugão, no estado de Goa, na costa oeste da Índia.

## História
Esta fortificação foi erguida por determinação do Vice-rei do Estado Português da Índia, D. Francisco da Gama, 4.° conde da Vidigueira, em seu segundo governo, para defesa da barra sul de Goa, então capital do Estado da Índia.
As suas obras iniciaram-se em 1624, conforme a antiga inscrição epigráfica. Nesse século, devido às contínuas pestes e ataques que flagelavam Goa, os Vice-reis cogitaram transferir a capital da Índia Portuguesa para Mormugão, para o que foram erguidos alguns edifícios. Os elevados custos do projeto levaram ao seu abandono.
A praça foi perdida em 1737, quando da invasão dos Maratas.
No século XIX, Nova Goa (atual Panjim) transformou-se na nova capital.
Em nossos dias, o antigo forte encontra-se severamente arruinado.

## Características
Apresentava planta retangular, com as dimensões de 330 por 88 metros, com balurtes nos vértices (pentagonais pelo lado de terra e quadrangulares pelo lado do mar). Em seu interior erguiam-se as edificações de serviço. Uma cortina em "V", com uma torre circular no ângulo, defendia o seu acesso ao ancoradouro.